# Francavilla Bisio
Francavilla Bisio – miejscowość i gmina we Włoszech, w regionie Piemont, w prowincji Alessandria.
Według danych na styczeń 2010 gminę zamieszkiwało 511 osób przy gęstości zaludnienia 65,9 os./1 km².